# U 399
U 399 war ein deutsches U-Boot vom Typ VII C der Kriegsmarine im Zweiten Weltkrieg.

## Geschichte

### Bau und Indienststellung
U 399 wurde am 25. August 1941 in Auftrag gegeben und am 18. November 1942 in den Howaldswerken Kiel, auf Kiel gelegt. Am 4. Dezember 1943 erfolgte der Stapellauf, am 22. Januar 1944 die Indienststellung unter dem Kommando von Leutnant zur See Kurt van Meeteren.
Bis zum 31. Januar 1945 fuhr U 399 als Ausbildungsboot. In dieser Zeit gehörte das Boot zur 5. U-Flottille, einer in Kiel stationierten Ausbildungsflottille. Während der Ausbildung kam es zum Kommandantenwechsel: Kurt van Meeteren übernahm U 3021 und Heinz Buhse übernahm U 399. Am 1. Februar 1945 wurde U 399 der 11. U-Flottille als Frontboot zugeteilt, der es bis zu seiner Versenkung angehörte.

### Einsatz
Zu seiner ersten Fahrt lief U 399 am 25. Januar 1945 von Kiel aus, wohin es drei Tage später zurückkehrte.
Die einzige Feindfahrt führte am 6. Februar 1945 von Horten (Norwegen) über Kristiansand (7.–8. Februar 1945) nach Land’s End, wo U 399 patrouillieren sollte.

### Auftrag
U 399 lief von Kristiansand am 8. Februar 1945 mit dem Auftrag, im Nordatlantik zu patrouillieren und auf dem Weg sowie im Zielgebiet feindliche Schiffe zu versenken.
Auf dieser Patrouille traf U 399 auf den Konvoi BTC 103 (Bristolkanal – Themse) und konnte am 21. März 1945 den US-amerikanischen Liberty-Frachter James Eagan Layne mit 7176 BRT auf Position 50° 20′ N, 4° 15′ W versenken.
Im weiteren Verlauf der Patrouille traf U 399 auf den Konvoi BTC 108 und konnte am 26. März 1945 das niederländische Motorschiff Pacific (Lage) mit 363 BRT versenken.

### Untergang
Im weiteren Verlauf des 26. März 1945 traf U 399 auf die 3. "Escort Group" (dt.: Geleitgruppe) und wurde von der ihr zugehörigen HMS Duckworth, einer Fregatte der Captain-Klasse, durch Wasserbomben und Hedgehogs versenkt.

### Wrack
Das Wrack liegt bei den Koordinaten 49° 56′ N, 5° 22′ W im Planquadrat BF 2514. Den Untergang überlebte nur ein Besatzungsmitglied, die restlichen 46 starben.